# デンジル・ダグラス
デンジル・ルウェリン・ダグラス（英: Denzil Llewellyn Douglas、1953年1月14日 - ）は、セントクリストファー・ネイビスの政治家。現在、同国外務大臣など複数の閣僚職を兼任している。元首相。セントキッツ・ネイビス労働党(SKNLP)所属。

## 経歴
セントクリストファー島北部のセントポール村に生まれ、学生時代は医学を学んだ。1977年に理学士号を、1984年には医学士号を西インド諸島大学で取得した。1986年に診療所を設立して開業医となり、1980年代末にセントクリストファー・ネイビス医師会の代表に就任した。

### 政治活動
1989年、ダグラスはセント・クリストファー選挙区から国会議員に選出され、セントクリストファー・ネイビス労働党の党首と野党院内総務に指名された。
ダグラスは1995年の総選挙に向けて、党内の改革と活性化を図り、その結果としてその年の総選挙で勝利した。そして連邦政府から首相に任命され、2000年3月には再任された。2004年10月の国政選挙でも、セントキッツ島選挙区の8議席のうち7議席をダグラス率いる労働党が獲得して大勝し、首相の三期目をスタートさせた。その後、2010年1月25日の総選挙でも労働党はセントキッツ島の8議席のうち6議席を獲得して勝利し、ダグラスは四期連続で首相に任命された。しかし、2015年の総選挙では、労働党は議席を3つ減らして野党となった。そのためダグラスも退任し、人民労働党のティモシー・ハリスが新たに首相となった。2022年8月13日、第2次テランス・ドリュー内閣において外務、経済開発、国際貿易、投資、商業大臣に就任。